# Bons Momentos
Bons Momentos é um álbum musical de pagode, considerado o sétimo do grupo brasileiro Exaltasamba, que foi lançado no formato CD em 2001 pela EMI. O álbum recebeu disco de ouro pela ABPD, o CD tem 15 faixas e a abertura começa com teclados na música "Diz Pra Mim" e conta com a participação de Zeca Pagodinho na música "Choro de Alegria" da qual foi a segunda música de trabalho do grupo e ela ficou sendo tocada pelas rádios e de Dominguinhos na música "Aonde Você For". o disco foi bem vendido em São Paulo no lançamento deste disco a formação do grupo era a mesma: Péricles, Chrigor, Pinha, Thell, Brilhantina, Izaias e Marquinhos e é o último álbum com o integrante Marquinhos  O álbum tem o samba "Orora Analfabeta" que também fizeram esta música para a trilha sonora da novela As Filhas da Mãe.

## Vendas e certificações
| País          | Certificação | Vendas   |
| ------------- | ------------ | -------- |
| Brasil - ABPD | Ouro         | 100,000+ |